# Slobozia-Dușca
Slobozia-Dușca es una comuna y pueblo de la República de Moldavia ubicada en el distrito de Criuleni.
En 2004 la comuna tiene una población de 2655 habitantes, de los cuales 2581 son étnicamente moldavos-rumanos y 33 rusos.
Se conoce su existencia desde 1618. Antiguamente se llamaba Caliceni.
Se ubica unos 5 km al suroeste de Criuleni, sobre la carretera R4 y junto al río Dniéster.